# Montañas Nilgiri
Las montañas Nilgiri (montañas Azules), forman parte de los Ghats occidentales en el oeste de Tamil Nadu, Karnataka y Kerala estados de la India del Sur. Al menos 24 de los picos de las montañas Nilgiri están por encima de los 2000 metros, siendo el pico más alto Doddabetta, a 2637 metros.

## Ubicación
Con una extensión de 2479 kilómetros cuadrados (957 millas cuadradas), la ubicación central de las montañas es 11 ° 22'30 "N 76 ° 45'30" E.
El distrito de Nilgiris de Tamil Nadu se encuentra en estas montañas, con una extensión de 130 km (latitud: 11 ° 08 'a 11 ° 37' N) por 185 km (longitud: 76 ° 27 'E a 77 ° 4' E). Está conectado por elferrocarril de montaña de Nilgiri.
Las montañas están separadas de otras formaciones geográficas por el río Moyar al norte (la meseta de Karnataka está más allá), y la brecha de Palghat al sur (las colinas de Anaimalai y las colinas de Palni están más alejadas ).

## Conservación
Las montañas Nilgiri son parte de la Reserva de la Biosfera de Nilgiri (que forma parte de la Red Mundial de Reservas de la Biosfera de la UNESCO) y forman parte de las reservas de biodiversidad protegidas de la India.

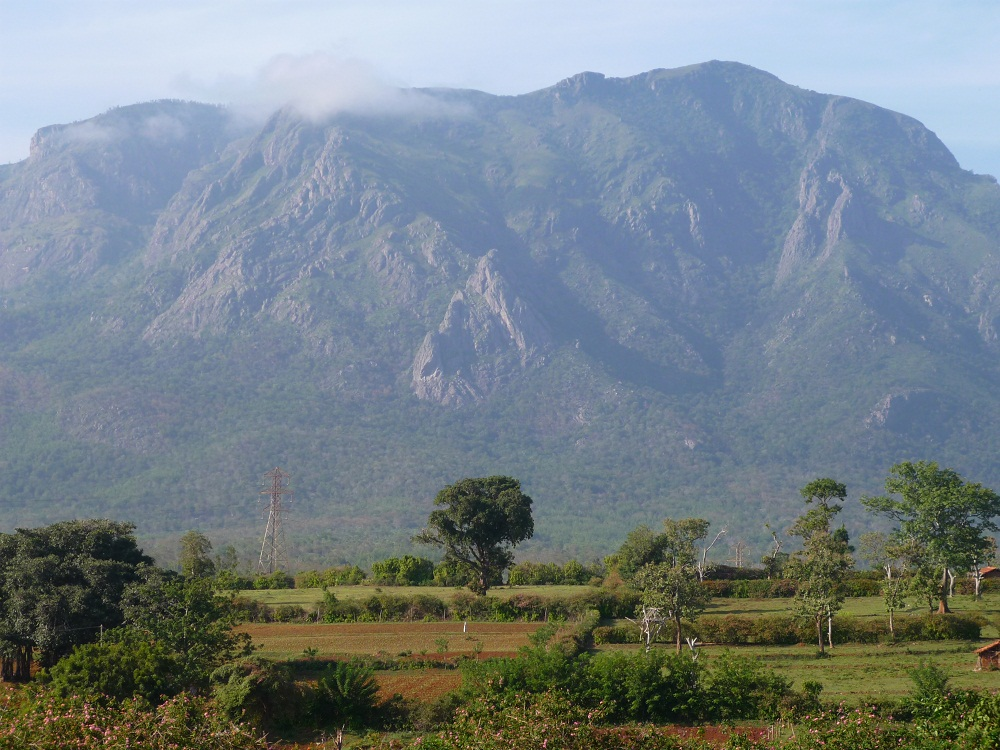
Montañas Nilgiri en Masinangudi

## Historia
Las altas estepas de las colinas de Nilgiri han estado habitadas desde tiempos prehistóricos, demostrado por un gran número de artefactos desenterrados en excavaciones. Una colección particularmente importante de la región se puede ver en el museo británico, incluyendo las reunidas por los oficiales coloniales James Wilkinson Breeks, el mayor M. J. Walhouse y sir Walter Elliot.
El primer uso registrado de la palabra Nila aplicada a esta región se remonta a 1117 DC. En el informe de un general de Vishnuvardhana, rey de Hoysala, que en referencia a sus enemigos, afirmaba haber "atemorizado a los Todas, reducido a los Kongas a la clandestinidad, matado a los Poluvas, exterminado a los Maleyalas, aterrorizado al rey Kala y luego procedió a ofrecen el pico de la montaña de Nila (presumiblemente el Doddabetta o el pico de Rangaswami de Peranganad en Nilgiris del este) a Lakshmi, diosa de la abundancia."
Se ha descubierto un ídolo de piedra (Veeragallu) con una inscripción de Kannada en Vazhaithottam (Bale thota) en el distrito de Nilgiri, fechado en el siglo X d. C. En el templo de Siva (o Vishnu) en Nilagiri Sadarana Kote (actual Dannayakana Kote), cerca de la unión del río Moyar con el  Bhavani, se ha descubierto una inscripción kannada del rey Ballala III de Hoysala (o su hijo subordinado Madhava Dannayaka)  pero el templo ha estado desde entonces sumergido por la presa Bhavani Sagar.
En 1814, Keys, un ayudante y McMahon, aprendiz en el departamento de estudios, ascendieron las colinas por el paso de Danaynkeucottah (Dannayakana Kote), penetraron en las partes más remotas y enviaron informes de sus descubrimientos. Como resultado de estos relatos, Whish y Kindersley, dos jóvenes civiles de Madras, se aventuraron a perseguir a algunos criminales refugiados en las montañas y observaron el interior. Pronto se dieron cuenta de que había suficiente terreno y un clima favorables para excitar su propia curiosidad y la de otros.
Con un destacamento de europeos y cipayos indios, se pusieron en marcha el 2 de enero de 1819. El viaje tenía por objetivo cruzar el terreno áspero y duro, precipicios empinados y contar con el peligro de los animales salvajes. Después de una expedición que duró seis días y la pérdida de algunas vidas de los miembros de la expedición, Sullivan llegó finalmente a una meseta donde levantó con orgullo la bandera británica. En mayo de 1819 Monsieur Leschnault de la Tour, naturalista del rey de Francia, repitió la excursión acompañado por las mismas personas. Afirmaron que la temperatura a la sombra era de 74 °F (23 °C) en un momento en que la temperatura en las llanuras era de hasta 38 °C (100 °F). Tal clima dentro de los trópicos era considerado una anomalía tan grande que al principio sólo unos pocos creían en su existencia.

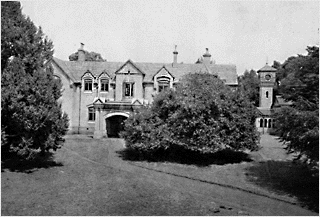
Frente de Stonehouse, 1905

Después de principios de 1820, las colinas se desarrollaron rápidamente bajo el Raj británico, porque la mayor parte de la tierra ya era propiedad privada de ciudadanos británicos. Fue un lugar de veraneo popular y de excursiones de fin de semana para los británicos durante los días coloniales. En 1827, Ooty se convirtió en el sanatorio oficial y la capital de verano de la Presidencia de Madras. Se construyeron muchos caminos en las colinas. En 1899 se terminó el ferrocarril de la montaña de Nilgiri.
En el siglo XIX, los chinos se establecieron en las montañas de Nilgiri cerca de Naduvattam y se casaron con mujeres tamil paraiyan, mezclándose chinos y tamiles. 

## Cumbres en los Nilgiris

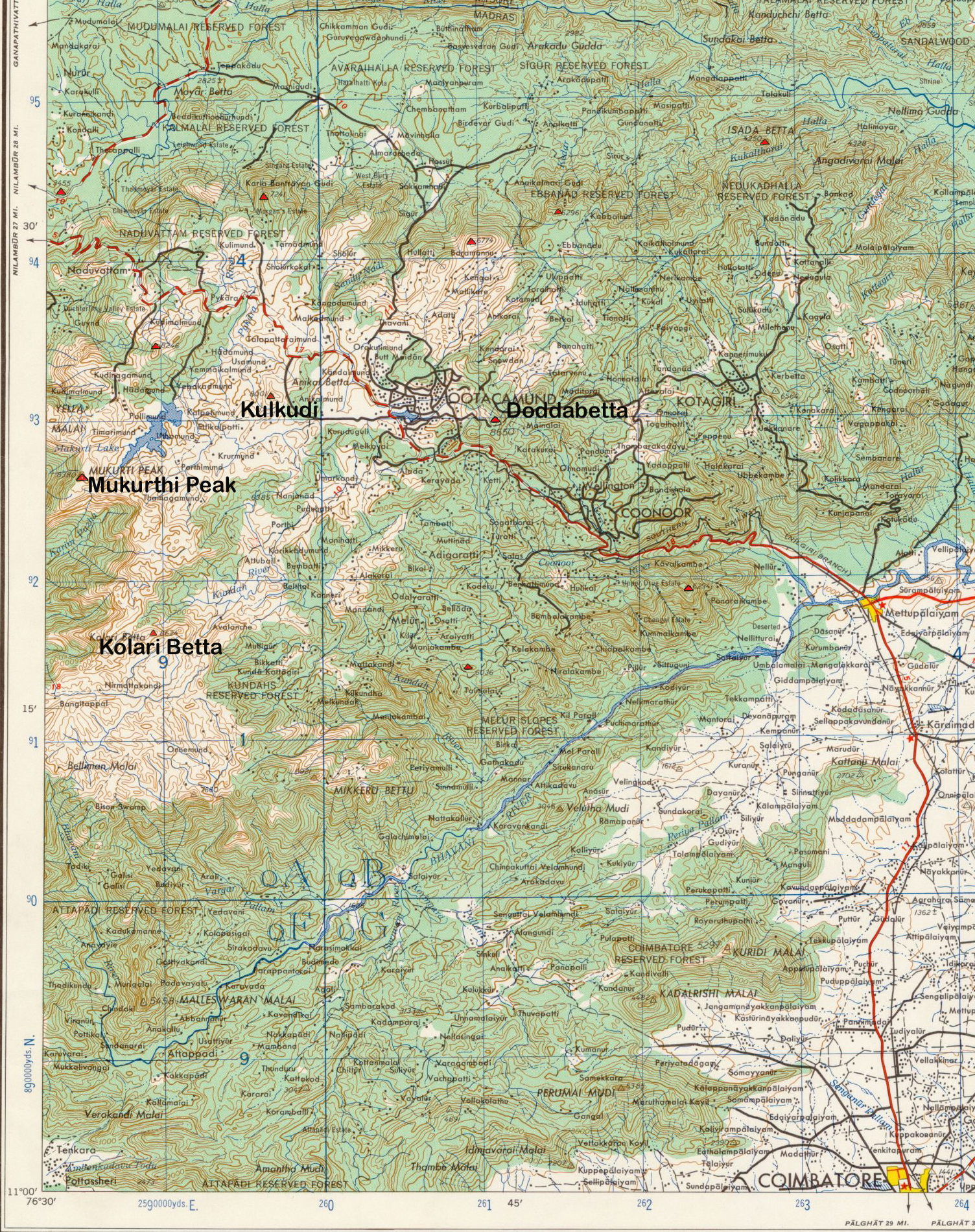
Mapa topográfico de las montañas Nilgiri con algunas cumbres

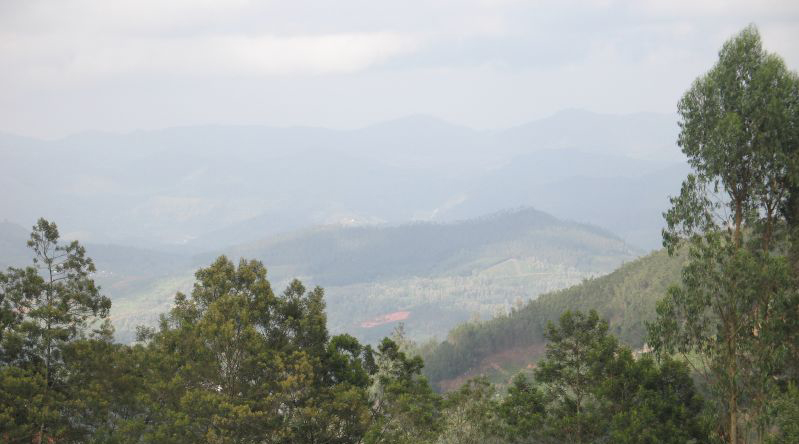

El punto más alto en los Nilgiris y al sur de la cordillera es el pico Doddabetta (2.637 metros), 4 km al sudeste de Udhagamandalam, 11 ° 24'10 "N 76 ° 44'14" E.
Cumbres estrechamente conectadas en el oeste del pico Doddabetta y cerca de Udhagamandalam incluyen:
- Kolaribetta: altura: 2.630 metros (8.629 pies),
- Hécuba: 2,375 metros (7,792 pies),
- Kattadadu: 2,418 metros (7,933 pies) y
- Kulkudi: 2,439 metros (8,002 pies).
- Snowdon (altura: (2.530 metros)) 11 ° 26'N 76 ° 46'E es la cumbre norte de la cordillera.

Club Hill (2.448 metros) y Elk Hill (2.466 metros) ) 11 ° 23'55 "N 76 ° 42'39" E, son cumbres significativas en esta cordillera. Snowdon, Club Hill y Elk Hill con Doddabetta, forman el impresionante valle de Udhagamandalam.
Devashola (altura: 2.261 metros), notable por sus árboles (eucalipto azul), está al sur de la cumbre de Doddabetta.
Kulakombai (1.707 metros (5.600 pies)) está al este del Devashola. Es la cumbre más elevada de Lambton del distrito de Coimbatore. Aquí comienza el valle de Bhavani.
Hullikal Durg: (altura: 562 metros (1,844 pies)), 11 ° 19'N 76 ° 53'E En la Lengua kannada, Hulikal Durg significa Fortaleza de la Roca del Tigre. El nombre sánscrito de su lugar es Bakasura Parvata. Se encuentra a 3 km al sureste de Coonoor. Los bosques de pinos tropicales abundan en la base de esta colina, mientras que los valles mantienen un follaje verde.
Coonoor Betta (2,101 metros) también se llama Teneriffe. Está en el lado norte de la garganta, cercano al ferrocarril de la montaña de Nilgiri a Coonoor.
Rallia Hill (altura: 2.248 metros) 11 ° 25'N 76 ° 53'E, se encuentra en medio de un bosque protegido y casi equidistante de Udhagamandalam y Kotagiri.
Dimhatti Hill (altura: 1.788 metros) 11 ° 26'N 76 ° 01'E, está sobre el paso de Gajalahatti, que proporcionaba un atajo de Mysore a las llanuras de Carnatic y fue de mucha importancia estratégica en el siglo XVIII. Este pico, dedicado a la deidad Rangaswamy, es considerado santo por la gente de los pueblos circundantes.
Avalanche hill esta sierra tiene los picos gemelos de Kudikkadu (altura: 2.590 metros (8.497 pies)) y Kolaribetta (2.630 metros (8.629 pies)).
Derbetta (o Bear Hill) (altura: 2.531 metros) y Kolibetta (altura: 2.494 metros), al sur del valle de Ouchterlony, son una continuación de la sierra de Kundah.
Pico de Mukurthi 2.554 metros (8,379 pies)) 11 ° 23'29 "N 76 ° 31'38" E, Pichalbetta (altura: 2.544 metros) y Nilgiri Peak (2.474 metros) 11 ° 24 ' 0 "N 76 ° 30'4" E son las alturas importantes de esta área. Estas tres montañas del distrito de Wayanad son generalmente más bajas que otras alturas del distrito pero se distinguen en relación con el nivel generalmente uniforme de esta área.
Muttunadu Betta (altura: 2,323 metros) 11 ° 27'N 76 ° 43'E, con una extensión de unos 5 km, al noroeste de Udhagamandalam. Tamrabetta (Coppery Hill) (altura: 2.120 metros) 11 ° 22'N 76 ° 48'E está a unos 8 km al sureste de Udhagamandalam. Vellangiri (Silvery Hill) (2,120 metros) está a 16 km al oeste-noroeste de Udhagamandalam.

### Cascadas
La cascada más alta, la caída de Kolakambai, al norte de la colina de Kolakambai, tiene una caída ininterrumpida de 400 pies (120 m). Muy cerca se encuentran las cataratas de Halashana de 150 pies (46 m). La segunda más alta es la Catherine Falls, cerca de Kotagiri, con una caída de 76 m, llamada así por la esposa de M. Cockburn, que se cree que introdujo plantaciones de café en las colinas de Nilgiri. Las caídas superior e inferior de las cataratas Pykara son de 180 pies (55 m), y de 200 pies (61 m), respectivamente. Las de Kalhatti tienen caídas de 170 pies (52 m) y está fuera del pico de Segur. 

## Flora y fauna
Más de 2.700 especies de plantas con flores, 160 especies de helechos e innumerables tipos de plantas sin flores, musgos, hongos, algas y líquenes se encuentran en las sholas de los Nilgiris. Ninguna otra estación de montaña tiene tantas especies exóticas.
El nilgiri tahr se puede encontrar en las montañas.
Muchas de las praderas montanas naturales y matorrales de las Nilgiris intercaladas con sholas han sido muy perturbadas o destruidas por extensas plantaciones de té, por accesos para vehículos motorizados, plantaciones comerciales extensivas y plantaciones no nativas de eucalipto y acacia (Acacia dealbata, Acacia mearnsii), y por el pastoreo del ganado. El área también cuenta con una presa hidroeléctrica grande y varias más pequeñas. La escoba escocesa se ha convertido en una especie invasora ecológicamente dañina.
Las plantas amenazadas de las Nilgiris incluyen:
- Especies vulnerables: Miliusa nilagirica, Nothapodytes nimmoniana, Commelina wightii
- Especies raras: Ceropegia decaisneana Ceropegia pusilla, Senecio kundaicus
- Especies amenazadas: Youngia nilgiriensis, Impatiens neo-barnesii, Impatiens nilagirica, Euonymus angulatus y Euonymus serratifolius.